# Claudio Acosta
Claudio Germán Acosta (El Quebrachal, Provincia de Salta, Argentina; 12 de febrero de 1988) es un futbolista argentino. Juega como delantero y su primer equipo fue San Lorenzo de Almagro. Actualmente milita en Sportivo Peñarol de San Juan del Torneo Federal A.

## Clubes
| Club                         | País      | Año       |
| ---------------------------- | --------- | --------- |
| San Lorenzo de Almagro       | Argentina | 2005-2009 |
| Juventud Antoniana de Salta  | Argentina | 2009-2010 |
| Almagro                      | Argentina | 2010-2011 |
| Juventud Antoniana de Salta  | Argentina | 2011-2012 |
| Colegiales                   | Argentina | 2012      |
| Juventud Antoniana de Salta  | Argentina | 2013      |
| Gimnasia y Tiro de Salta     | Argentina | 2013      |
| Grakcu FC                    | Tailandia | 2014      |
| Sportivo Patria de Formosa   | Argentina | 2014-2015 |
| Desamparados de San Juan     | Argentina | 2016-2017 |
| Juventud Antoniana de Salta  | Argentina | 2017-2019 |
| C.A.I. de Comodoro Rivadavia | Argentina | 2020-2021 |
| Sportivo Peñarol de San Juan | Argentina | 2021-?    |

## Palmarés

### Campeonatos nacionales
| Título           | Club                   | País      | Año    |
| ---------------- | ---------------------- | --------- | ------ |
| Primera División | San Lorenzo de Almagro | Argentina | C-2007 |